# 柏林地铁D型电动车组
柏林地铁D型电动车组是柏林地铁的电动车组车款之一，這款車在德國本土已經全數退役，但當中有一部分被售到北韓，运行于平壤地铁至今。

## 简介

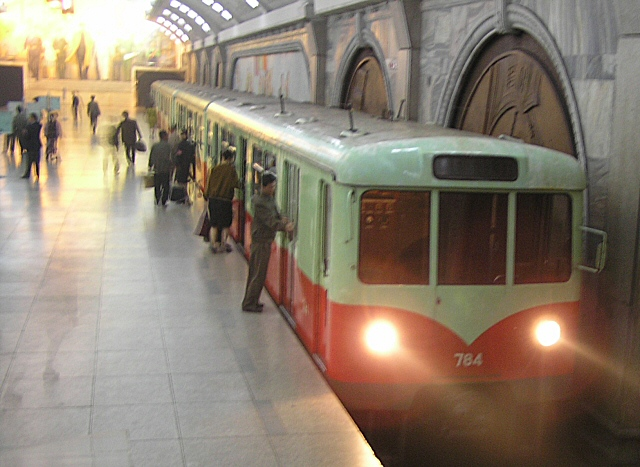
D型地铁列车停靠在复兴站

D型全称Dora（多拉），由联邦德国于1957年-1965年生产，最初运行于柏林地铁。列车共108辆，一共27组。自1999年开始在平壤地铁运营至今。